# دینرد
دینرد (به فرانسوی: Dinard) یک کمون در کشور فرانسه است که در canton of Dinard واقع شده‌است.

## خصوصیات
دینرد ۸ کیلومترمربع مساحت و ۱۰٬۷۲۴ نفر جمعیت دارد و ۲۸ متر بالاتر از سطح دریا واقع شده‌است.

## خواهرخوانده
شهرهای اشتارنبرگ و نیوکی خواهرخوانده‌های دینرد هستند.

## نگارخانه

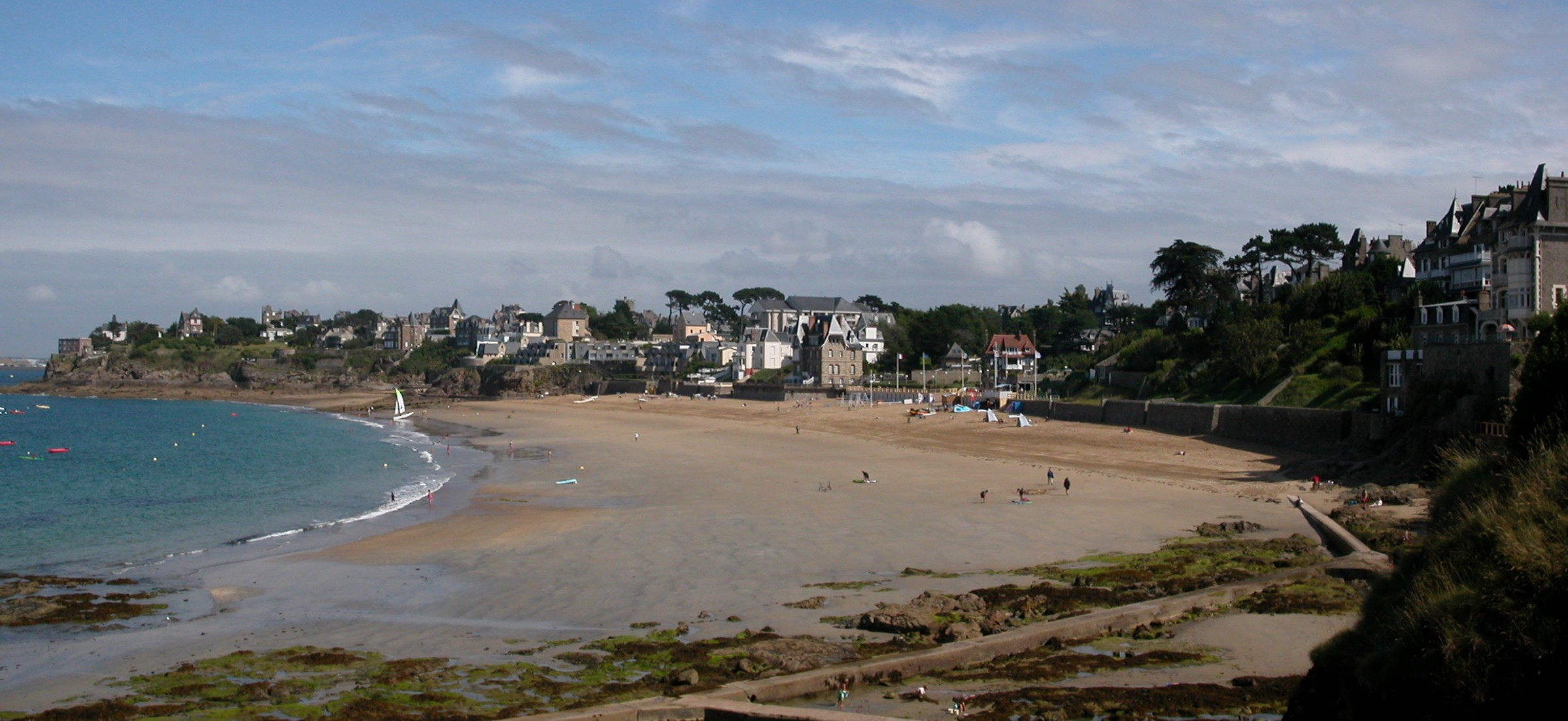
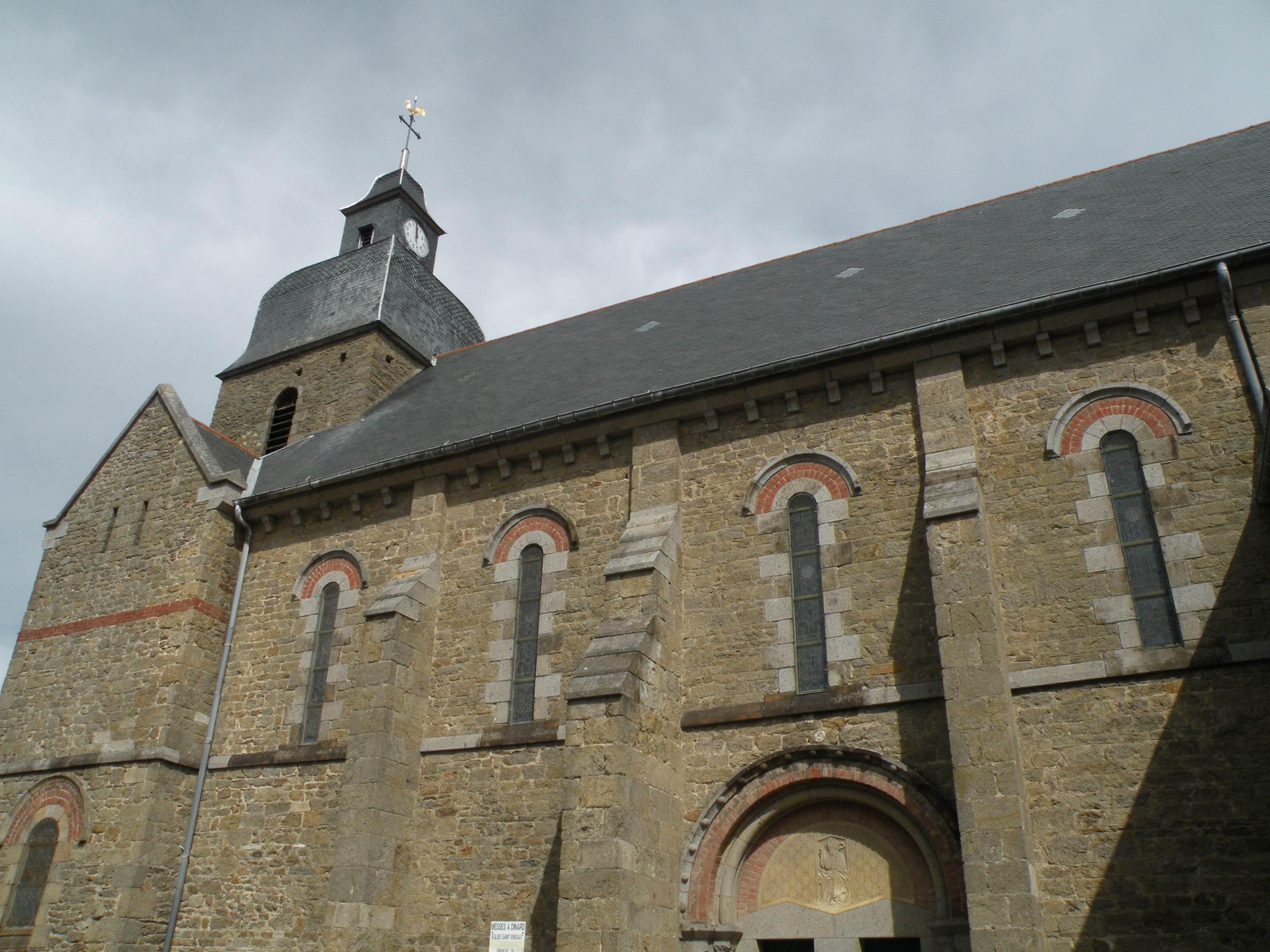